# لي نينغ
لي نينغ (بالصينية: 李寧) (Li Ning) هو لاعب أولمبي لرياضة الجمباز من الصين. شارك في الأولمبياد الصيفي في 1984، وفاز بما مجموعه 6 ميداليات.

## الميداليات
| ذهب | فضة | برونز | المجموع |
| 3   | 2   | 1     | 6       |

## روابط خارجية
- لي نينغ على موقع الاتحاد الدولي للجمباز (licence) (الإنجليزية)
- لي نينغ على موقع الاتحاد الدولي للجمباز (biography) (الإنجليزية)
- لي نينغ على موقع اللجنة الأولمبية الدولية (الإنجليزية)
- لي نينغ على موقع أوليمبيديا (الإنجليزية)
- لي نينغ على موقع اللجنة الأولمبية الصينية (الإنجليزية)